# Halábor
Halábor (ukránul Галабор (Halabor)) falu  Ukrajnában, Kárpátalján, a Beregszászi járásban. Beregszász községhez tartozik.

## Fekvése

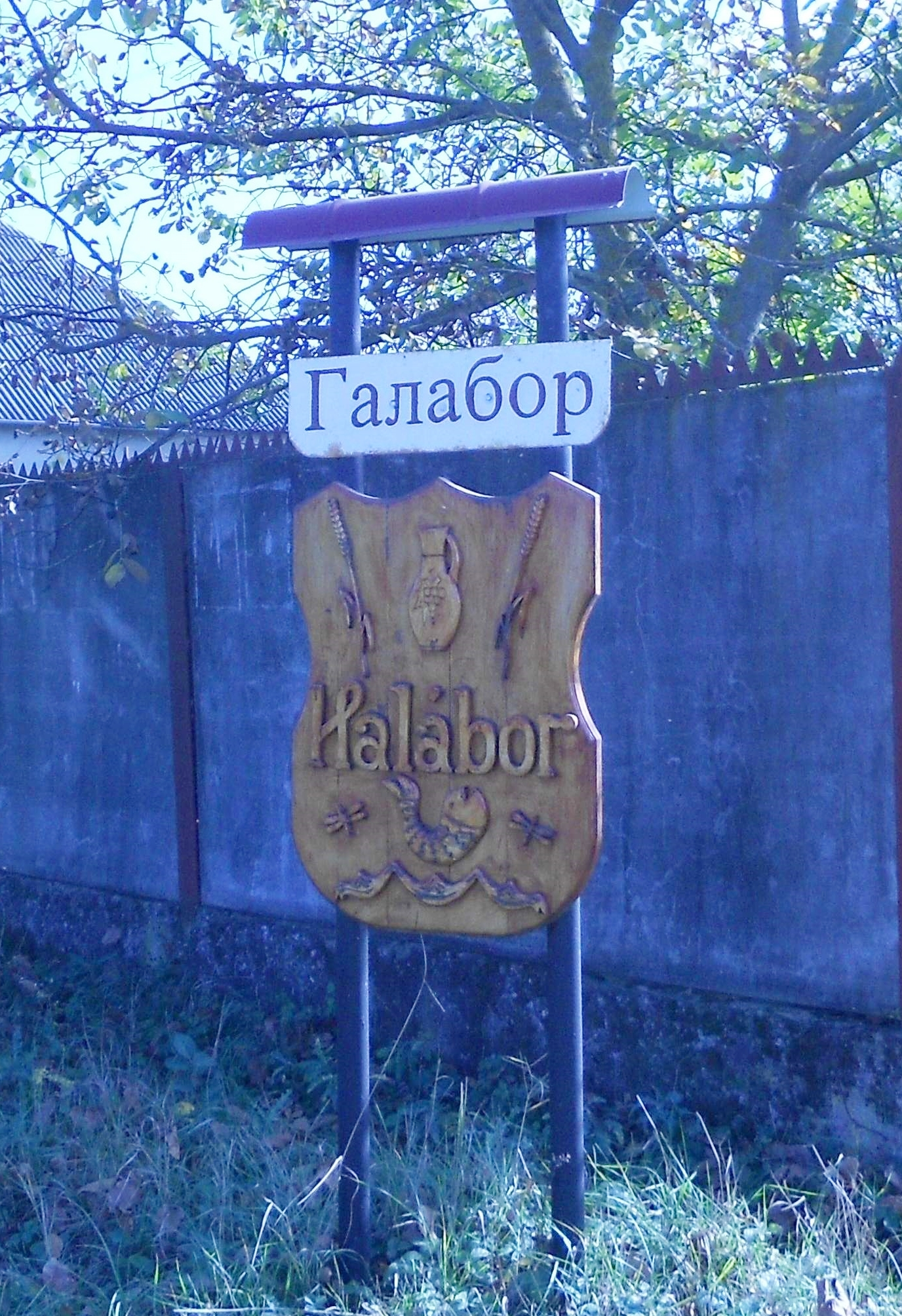
Helységnévtábla

Halábor Beregszásztól délre, 18 km távolságra, Váritól nyugatra, a magyarországi Szatmárcsekével átellenben a Tisza jobb partján fekszik, a Badaló-Vári útvonalon.

## Nevének eredete
Neve a szláv Hrábr személynévből származik.
1300-ban Harabur néven említik először. 1305 körül Harabur, 1324-ben Harabor, 1332-ben Haraburnak írták, mai formájában csak a 16. században említik először.

## Története
Halábor több birtokos között oszlott meg, illetve több faluból állt. 1300-ban egy itt lévő udvarhely és föld fölött egyezkedett Job és Thene fia István. 1305 körül Máté fiai Balázs és Rusca örökbe fogadták Simon fia Vit(ri)cus ispánt, és halábori földjüket neki adták, azonban rokonuk Job mester perbe fogta Vitricust; Jób magára vállalta a Vitricusnak fizetett összegek megtérítését azzal, hogy a birtok az ő tulajdonába jut. 1324-ben Badaló felől Thene fia István elhatárolta Halábort, majd 1332-ben István és fia a határjeleket megújíttatta. 1332-ben Csicseri Jób fiai szomszédság jogán tilalmazták Moyus leszármazottait halábori földjük eladásától, Desu mestert pedig megvételétől.
Iskolája 1801-ben épült.
1910-ben 508 magyar lakosa volt, melyből 13 görögkatolikus, 479 református, 9 izraelita volt.
A trianoni békeszerződés előtt Bereg vármegye Tiszaháti járásához tartozott.
2020-ig község, azóta Beregszász községhez tartozik.

## Népesség
640 lakosából 630 (98%) a magyar.

## Nevezetességek
- Református fatemploma 1760-ban épült a Halvány-patak partján az 1753-ban leégett 17. századi fatemplom helyett. Mai temploma 1911-ben épült.

## Híres emberek
- Itt született Halábori Dobos Bertalan a Döbrentei-kódex másolója, a Dávid-zsoltárok első fordítója.

## Testvérvárosai
Halábor testvérvárosai a következők:
|              | Ország       | Város       | Megye / Körzet / Régió / Állam |
| ------------ | ------------ | ----------- | ------------------------------ |
| Magyarország | Magyarország | Tiszaeszlár | Szabolcs-Szatmár-Bereg         |
| Magyarország | Magyarország | Lácacséke   | Borsod-Abaúj-Zemplén           |